# Bioinformatics
Bioinformatics (іноді його називають Bioinformatics Oxford journal) — це рецензований науковий журнал, що виходить раз на два тижні та висвітлює дослідження та програмне забезпечення в галузі біоінформатики та обчислювальної біології. Це офіційний журнал Міжнародного товариства обчислювальної біології (ISCB) разом з PLOS Computational Biology. Автори можуть сплачувати додаткову плату за відкритий доступ і можуть самоархівувати через 1 рік.
Журнал було засновано як Computer Applications in the Biosciences (CABIOS) у 1985 році. Головним редактором-засновником був Роберт Дж. Бейнон. У 1998 році журнал отримав свою нинішню назву та створив онлайн-версію журналу. Його публікує видавництво Oxford University Press, і станом на 2023 рік його головними редакторами є Джанет Келсо й Альфонсо Валенсія. Серед попередніх редакторів Кріс Сандер, Гері Стормо, Христос Узуніс, Мартін Бішоп і Алекс Бейтман. У 2014 році ці п’ять редакторів були призначені першими Почесними редакторами Bioinformatics. Відповідно до Journal Citation Reports, журнал має імпакт-фактор у 2019 році 5,610 
З 1998 по 2004 рік Bioinformatics був офіційним журналом ISCB. У 2004 році, оскільки багато членів ISCB мали інституційні підписки на Bioinformatics, ISCB вирішила не продовжувати контракт із журналом.   З 2005 року PLOS Computational Biology став офіційним журналом ISCB.  У січні 2009 року Bioinformatics знову став офіційним журналом ISCB разом із PLOS Computational Biology.